# Eubonellia valida
Eubonellia valida är en djurart som tillhör fylumet skedmaskar, och som beskrevs av Fisher, W.K. 1946. Eubonellia valida ingår i släktet Eubonellia och familjen Bonelliidae. Inga underarter finns listade i Catalogue of Life.